# Championnat de Belgique de football de troisième division 1951-1952
Navigation
saison précédente saison suivante
Le Championnat de Belgique de football D3 1951-1952 est la vingtième-troisième édition du championnat de Promotion (D3) belge.
Cette saison est la dernière lors de laquelle les séries nationales belges sont réparties sur trois niveaux. Une grande réforme intervient, avec une nouvelle répartition des séries, de nouvelles dénominations et la création d'un 4e niveau.
En raison de l'application de cette grande réforme, aucun club n'est promu du 3e au 2e niveau.

## Grande réforme
Pour la première fois depuis la création du 3e niveau national en 1926 et la réorganisation des séries qui a lieu cinq ans plus tard, l'URBSFA met en œuvre de grands changements quis'appliquent dès la saison suivante.
- Réorganisation de la hiérarchie avec la création d'un 4e niveau national:
  - L'élite nationale ne change pas de former et reste en une série de 16 clubs;
  - Le 2e niveau national est ramené de 32 à 16 clubs groupés  en une seule série;
  - Le 3e niveau national est réduit de 64 à 32 clubs répartis  en deux série  de 16 clubs;
  - Le 4e niveau national instauré compte 64 clubs répartis en 4 séries de 16 clubs.

- Changements des appellations des différents niveaux de compétition:
  - La Division d'Honneur devient la Division 1;
  - La Division 1 devient la Division 2;
  - La Promotion devient la Division 3;
  - Le quatrième niveau national instauré hérite du nom de « Promotion ».
    - Le 5e niveau de la hiérarchie du football belge reçoit le nom de Première provinciale ou (en abrégé « P1 »). Il en a une par province belge donc 9 séries de 16 clubs[note 1]. Sous cette « P1 » viennent hiérarchiquement la « P2 » puis la « P3 » et la « P4 ». C'est deux derniers étages sont parfois créés plus tard, selon les provinces et en fonction de l'augmentation du nombre de clubs.

## Procédures appliquées pour la réforme
À partir de la saison suivante, la nouvelle Division 3 se compose de 32 équipes. Ces clubs sont sélectionnés comme suit:
- 14 clubs relégués de Division 1 1951-1952 (7 dans chacun des séries).
- 18 clubs classés en ordre utile lors du championnat de Promotion 1951-1952.
  - Les quatre premiers classés de chacune des 4 séries (soit 16 clubs)
  - Les deux vainqueurs de barrages concernant les quatre 5e classés (soit 2 clubs).

À partir de la saison suivante, la nouvelle Promotion se compose de 64 équipes. Ces clubs sont sélectionnés comme suit: 
- 2 clubs relégués de Division 1 1951-1952 (le dernier de chaque série).
- 42 clubs relégués de Promotion 1951-1952.
  - Les clubs classés de la 6e à la 15e place de chacune des quatre séries (soit 40 clubs).
  - Les deux clubs battus lors du barrage entre les 5e classés (soit 2 clubs).

- - 20 clubs clubs sont promus depuis les séries inférieures pour compléter le nouveau 4e niveau.

### Particularités
- Il n'y a aucun montant du 3e au 2e niveau.
- Le dernier classé de chacune des deux séries de Division 1 1951-1952 est relégué directement Promotion 1952-1953. Donc 2 clubs reculent de deux niveaux !
- Le dernier classé de chacune des quatre séries de Promotion 1951-1952 est relégué directement vers la série de Première provinciale de sa Province d'origine. Donc quatre clubs reculent de deux niveaux !

## Changements d'appellation - Société Royale
Durant l'intersaison, plusieurs clubs adaptent leur appellation après avoir été officiellement reconnus « Société Royale ».

## Participants 1951-1952
64 clubs prennent part à cette compétition, soit le même nombre que lors du championnat précédent. Les clubs dont le matricule est indiqué en gras existent encore lors de la saison 2012-2013.

### Série A
| #  | Nom                                       | Mat. | Ville           | Stades                   | En D3 depuis    | Total en D3 | Province   |
| -- | ----------------------------------------- | ---- | --------------- | ------------------------ | --------------- | ----------- | ---------- |
| 1  | Royal Cercle Sportif La Forestoise        | 51   | Forest          | stade communal           | 1949-1950 (3e)  | 3 saisons   | Brabant    |
| 2  | Royal Cercle Sportif Brainois             | 75   | Braine-l’Alleud | ??                       | 1946-1947 (6e)  | 6 saisons   | Brabant    |
| 3  | Royale Union Sportive Halloise            | 87   | Hal             | ??                       | 1937-1938 (12e) | 12 saisons  | Brabant    |
| 4  | Royale Association Athlétique Louviéroise | 93   | La Louvière     | ??                       | 1937-1938 (12e) | 12 saisons  | Hainaut    |
| 5  | Royal Cercle Sportif Hallois              | 120  | Hal             | ??                       | 1950-1951 (2e)  | 7 saisons   | Brabant    |
| 6  | Royal Léopold Club Hornu                  | 129  | Hornu           | ??                       | 1950-1951 (2e)  | 3 saisons   | Hainaut    |
| 7  | Union Royale Namur                        | 156  | Namur           | stade des Champs-Elysées | 1950-1951 (2e)  | 14 saisons  | Namur      |
| 8  | Royal Sporting Club Boussu-Bois           | 167  | Boussu          | ??                       | 1948-1949 (4e)  | 5 saisons   | Hainaut    |
| 9  | Royal Crossing Football Club Ganshoren    | 451  | Ganshoren       | ??                       | 1942-1943 (9e)  | 9 saisons   | Brabant    |
| 10 | Royal Football Club Houdinois             | 704  | Houdeng-Gœgnies | ??                       | 1949-1950 (3e)  | 4 saisons   | Hainaut    |
| 11 | Entente Sportive Jamboise                 | 1579 | Jambes          | stade communal de Jambes | 1949-1950 (3e)  | 3 saisons   | Namur      |
| 12 | Cercle Sportif Libramontois               | 1590 | Libramont       | ??                       | 1949-1950 (2e)  | 4 saisons   | Luxembourg |
| 13 | Royal Léopold Club de Bruxelles           | 5    | Uccle           | Parc Brugmann            | 1951-1952 (1re) | 5 saisons   | Brabant    |
| 14 | Royal Sporting Club Wasmes                | 137  | Wasmes          | ??                       | 1951-1952 (1re) | 7 saisons   | Hainaut    |
| 15 | Royale Jeunesse Arlonaise                 | 143  | Arlon           | Beau Site                | 1950-1951 (1re) | 18 saisons  | Luxembourg |
| 16 | Royal Cercle Sportif Florennois           | 268  | Florennes       | ??                       | 1951-1952 (1re) | 6 saisons   | Namur      |

### Localisations Série A
| \| Forestoise C. Gandshoren Léopold CB Braine U. Halloise CS Hallois FC Houdinois La Louv. Hornu Wasmes Boussu UR Namur ES Jamboise Florennois Libramont Arlon \| Localisation des clubs engagés en Promotion A 1951-1952 |
| Forestoise C. Gandshoren Léopold CB Braine U. Halloise CS Hallois FC Houdinois La Louv. Hornu Wasmes Boussu UR Namur ES Jamboise Florennois Libramont Arlon                                                               |

### Série B
| #  | Nom                                        | Mat. | Ville           | Stades           | En D3 depuis    | Total en D3 | Province        |
| -- | ------------------------------------------ | ---- | --------------- | ---------------- | --------------- | ----------- | --------------- |
| 1  | Koninklijke Sportclub Eendracht Aalst      | 90   | Alost           | Bredestraat      | 1951-1952 (1re) | 4 saisons   | Fl. orientale   |
| 2  | Royal Racing Club Tournaisien              | 36   | Tournai         | Drève de Maire   | 1949-1950 (3e)  | 16 saisons  | Hainaut         |
| 3  | Royal Ixelles Sporting Club                | 42   | Ixelles         | ??               | 1941-1942 (10e) | 15 saisons  | Brabant         |
| 4  | Royal Club Sportif Schaerbeek              | 55   | Schaerbeek      | Parc Josaphat    | 1947-1948 (5e)  | 9 saisons   | Brabant         |
| 5  | Koninklijke Sportclub Menen                | 56   | Menin           | D. Devosstadion  | 1947-1948 (5e)  | 13 saisons  | Fl. occidentale |
| 6  | Koninklijke Sportvereniging Oudenaarde     | 81   | Audenarde       | ??               | 1946-1947 (6e)  | 13 saisons  | Fl. orientale   |
| 7  | Royal Cercle Sportif Saint-Josse           | 83   | St-Josse        | ??               | 1950-1951 (2e)  | 6 saisons   | Brabant         |
| 8  | Koninklijke Stade Kortrijk                 | 161  | Courtrai        | ??               | 1943-1944 (8e)  | 13 saisons  | Fl. occidentale |
| 9  | Royal Excelsior Athletic Club Sint-Niklaas | 239  | St-Nicolas/Waas | ??               | 1945-1946 (7e)  | 10 saisons  | Fl. orientale   |
| 10 | Koninklijke Football Club Roeselare        | 286  | Roulers         | Rodenbachstadion | 1949-1950 (3e)  | 7 saisons   | Fl. occidentale |
| 11 | Koninklijke Sportkring Geraardsbergen      | 290  | Grammont        | ??               | 1950-1951 (2e)  | 7 saisons   | Fl. orientale   |
| 12 | Royal Stade Mouscronnois                   | 508  | Mouscron        | ??               | 1945-1946 (7e)  | 10 saisons  | Fl. occidentale |
| 13 | Sportkring Beveren-Waas                    | 2300 | Beveren         | Freethiel        | 1949-1950 (3e)  | 3 saisons   | Fl. orientale   |
| 14 | Sportvereniging Waregem                    | 4451 | Harelbeke       | Gaverbeek        | 1948-1949 (4e)  | 4 saisons   | Fl. occidentale |
| 15 | Koninklijke Vanneste Genootschap Oostende  | 31   | Ostende         | ??               | 1951-1952 (1re) | 14 saisons  | Fl. occidentale |
| 16 | Football & Athletic Club Meulestede        | 432  | Meulestede      | ??               | 1951-1952 (1re) | 4 saisons   | Fl. orientale   |

### Localisations Série B
| \| Schaerbeek St-Josse Ixelles VG Oostende FC Roulers Courtrai Waregem Menin Mouscron Beveren St-Nicolas Meulestede Aalst Audenarde Grammont RC Tournai \| Localisation des clubs engagés en Promotion B 1951-1952 |
| Schaerbeek St-Josse Ixelles VG Oostende FC Roulers Courtrai Waregem Menin Mouscron Beveren St-Nicolas Meulestede Aalst Audenarde Grammont RC Tournai                                                               |

|}

### Série C
| #  | Nom                                                       | Mat. | Ville      | Stades        | En D3 depuis    | Total en D3 | Province |
| -- | --------------------------------------------------------- | ---- | ---------- | ------------- | --------------- | ----------- | -------- |
| 1  | Koninklijke Tubantia Football Club                        | 64   | Borgerhout | Rievierenhof  | 1951-1952 (1re) | 5 saisons   | Anvers   |
| 2  | Royale Union Hutoise Football Club                        | 76   | Huy        | ??            | 1951-1952 (1re) | 10 saisons  | Liège    |
| 3  | Cappellen Football Club Koninklijke Maatschappij          | 43   | Kapellen   | ??            | 1947-1948 (5e)  | 16 saisons  | Anvers   |
| 4  | Racing Football Club Montegnée                            | 77   | Montegnée  | ??            | 1938-1939 (11e) | 15 saisons  | Liège    |
| 5  | Koninklijke Racing Club Borgerhout                        | 84   | Borgerhout | ??            | 1950-1951 (2e)  | 15 saisons  | Anvers   |
| 6  | Koninklijke Willebroekse Sportvereniging                  | 85   | Willebroek | Henry Pickery | 1936-1937 (13e) | 13 saisons  | Anvers   |
| 7  | Royal Stade Waremmien Football Club                       | 190  | Waremme    | ??            | 1949-1950 (3e)  | 14 saisons  | Liège    |
| 8  | Koninklijke Sportkring Hoboken                            | 285  | Hoboken    | ??            | 1937-1938 (12e) | 17 saisons  | Anvers   |
| 9  | Royal Racing Club Vottem                                  | 279  | Vottem     | ??            | 1950-1951 (2e)  | 11 saisons  | Liège    |
| 10 | Voetbalvereniging Edegem Sport                            | 377  | Edegem     | ??            | 1947-1948 (5e)  | 10 saisons  | Anvers   |
| 11 | Nielse Sportvereniging                                    | 415  | Niel       | ??            | 1946-1947 (6e)  | 13 saisons  | Anvers   |
| 12 | Koninklijke Aarschot Sport                                | 441  | Aarschot   | ??            | 1945-1946 (7e)  | 7 saisons   | Brabant  |
| 13 | Royal Ans Football Club                                   | 617  | Ans        | ??            | 1942-1943 (9e)  | 9 saisons   | Liège    |
| 14 | Voetbalclub Vlug en Vrij Terhagen                         | 2645 | Terhagen   | ??            | 1947-1948 (5e)  | 5 saisons   | Anvers   |
| 15 | Koninklijke Oude-Leerlingen St-Eduardus Merksem Sportclub | 544  | Merksem    | ??            | 1951-1952 (1re) | 3 saisons   | Anvers   |
| 16 | Voorwaarts Tienen                                         | 3229 | Tirlemont  | ??            | 1951-1952 (1re) | 2 saisons   | Brabant  |

### Localisations Série C
| \| Anvers: · Cappellen FC KM · K. Tubantia FC · K. RC Borgerhout · SK Hoboken · VV Edegem Sport · K. OLSE Merksem SC Liège: · Racing FC Montegnée · Ans FC · RC Vottem Anvers Nielse SK Terhagen Willebroek Aarschot V. Tienen Waremme Liège Huy \| Localisation des clubs engagés en Promotion C 1951-1952 |
| Anvers: · Cappellen FC KM · K. Tubantia FC · K. RC Borgerhout · SK Hoboken · VV Edegem Sport · K. OLSE Merksem SC Liège: · Racing FC Montegnée · Ans FC · RC Vottem Anvers Nielse SK Terhagen Willebroek Aarschot V. Tienen Waremme Liège Huy                                                               |

#### Localisation des clubs anversois
Les 6 clubs anversois de la « série C » sont:
(4) K. Tubantia FC
(5) K. OLSE Merksem SC
(8) SK Hoboken
 (10) VV Edegem Sport
(16) Cappellen FC KM
(??) K. RC Borgerhout

### Série D
| #  | Nom                                          | Mat. | Ville      | Stades           | En D3 depuis    | Total en D3 | Province |
| -- | -------------------------------------------- | ---- | ---------- | ---------------- | --------------- | ----------- | -------- |
| 1  | Royal Excelsior Football Club Hasselt        | 37   | Hasselt    | Stedelikestadion | 1951-1952 (1re) | 10 saisons  | Limbourg |
| 2  | Royal Herve Football Club                    | 32   | Herve      | ??               | 1947-1948 (5e)  | 5 saisons   | Liège    |
| 3  | Royal Fléron Football Club                   | 33   | Fléron     | ??               | 1948-1949 (4e)  | 14 saisons  | Liège    |
| 4  | Koninklijke Patria Football Club Tongeren    | 71   | Tongres    | ??               | 1936-1937 (13e) | 17 saisons  | Limbourg |
| 5  | Royal Football Club Union Wandre             | 74   | Wandre     | ??               | 1949-1950 (3e)  | 3 saisons   | Liège    |
| 6  | Football Club Winterslag                     | 322  | Winterslag | Nordlaanstadion  | 1950-1951 (2e)  | 7 saisons   | Limbourg |
| 7  | Wezel Sport                                  | 844  | Mol        | ??               | 1950-1951 (2e)  | 10 saisons  | Anvers   |
| 8  | Koninklijke Mol Sport                        | 852  | Mol        | ??               | 1948-1949 (4e)  | 5 saisons   | Anvers   |
| 9  | Football Club Verbroedering Arendonk         | 915  | Arendonk   | ??               | 1948-1949 (4e)  | 4 saisons   | Anvers   |
| 10 | Football Club Nijlen                         | 1065 | Nijlen     | ??               | 1937-1938 (12e) | 12 saisons  | Anvers   |
| 11 | Lommelse Sportkring                          | 1986 | Lommel     | ??               | 1947-1948 (5e)  | 5 saisons   | Limbourg |
| 12 | Patro Eisden                                 | 3434 | Eisden     | ??               | 1950-1951 (2e)  | 2 saisons   | Limbourg |
| 13 | Koninklijke Voetbalvereniging Vigor Beringen | 330  | Beringen   | ??               | 1951-1952 (1re) | 6 saisons   | Limbourg |
| 14 | Football Club Melen                          | 1249 | Melen      | ??               | 1951-1952 (1re) | 2 saisons   | Liège    |
| 15 | Voetbalvereniging Vosselaar                  | 2391 | Vosselaar  | ??               | 1951-1952 (1re) | 1 saison    | Anvers   |
| 16 | Association Sportive Eupen                   | 4276 | Eupen      | Kehrweg          | 1951-1952 (1re) | 1 saison    | Liège    |

### Localisations Série D
| \| Nijlen Vosselaar Arendonk Mol Sport Wezel Sport Lommel Winterslag Patria FC Patro Eisden V. Beringen Hasselt Wandre Fléron Melen Herve Eupen \| Localisation des clubs engagés en Promotion D 1951-1952 |
| Nijlen Vosselaar Arendonk Mol Sport Wezel Sport Lommel Winterslag Patria FC Patro Eisden V. Beringen Hasselt Wandre Fléron Melen Herve Eupen                                                               |

## Classements
- Le nom des clubs est celui employé à l'époque

Légende
- Clubs  sacrés « champion », non promus mais qualifiés pour faire partie de la nouvelle  « Division 3 »  la saison suivante
- Clubs qualifiés pour faire partie de la nouvelle  « Division 3 »  la saison suivante
- Clubs devant disputer un barrage pour avoir le droit de faire partie de la nouvelle  « Division 3 » la saison suivante
- Clubs devant glisser vers la nouvelle  « Promotion »  la saison suivante
- clubs relégués en  Première provinciale

Abréviations
 : club relégué de « Division 1 » (D2) depuis la saison précédente 
 : club promu depuis les séries inférieures
- Départages: Si nécessaire, les départages des égalités de points se font d'abord en donnant priorité « au plus petit nombre de défaites ».

### Promotion A
| Rang | Équipe                    | Pts | J  | G  | N  | P  | Bp | Bc | Diff |
| ---- | ------------------------- | --- | -- | -- | -- | -- | -- | -- | ---- |
| 1    | UR NAMUR                  | 50  | 30 | 23 | 4  | 3  | 86 | 30 | +56  |
| 2    | R. Union Halloise         | 41  | 30 | 18 | 5  | 7  | 61 | 40 | +21  |
| 3    | R. SC Boussu-Bois         | 38  | 30 | 17 | 4  | 9  | 64 | 32 | +32  |
| 4    | R. AA La Louvière         | 34  | 30 | 12 | 10 | 8  | 48 | 27 | +21  |
| 5    | R. Léopold Club Hornu     | 34  | 30 | 14 | 6  | 10 | 60 | 36 | +24  |
| 6    | R. Crossing FC Ganshoren  | 34  | 30 | 14 | 6  | 10 | 59 | 54 | +5   |
| 7    | R. CS La Forestoise       | 33  | 30 | 14 | 5  | 11 | 66 | 51 | +15  |
| 8    | R. Jeunesse Arlonaise     | 32  | 30 | 13 | 6  | 11 | 60 | 62 | -2   |
| 9    | CS Libramont              | 29  | 30 | 10 | 9  | 11 | 60 | 56 | +4   |
| 10   | R. CS Hallois             | 27  | 30 | 11 | 5  | 14 | 57 | 62 | -5   |
| 11   | R. SC Wasmes              | 27  | 30 | 12 | 3  | 15 | 42 | 64 | -22  |
| 12   | R. Léopold CB             | 24  | 30 | 8  | 8  | 14 | 47 | 57 | -10  |
| 13   | Entente Sportive Jamboise | 22  | 30 | 8  | 6  | 16 | 36 | 70 | -34  |
| 14   | R. CS Brainois            | 21  | 30 | 8  | 5  | 17 | 64 | 80 | -16  |
| 15   | R. CS Florennois          | 20  | 30 | 6  | 8  | 16 | 50 | 91 | -41  |
| 16   | R. FC Houdinois           | 14  | 30 | 6  | 2  | 22 | 38 | 86 | -48  |

### Promotion B
| Rang | Équipe                       | Pts | J  | G  | N  | P  | Bp | Bc | Diff |
| ---- | ---------------------------- | --- | -- | -- | -- | -- | -- | -- | ---- |
| 1    | R. RC TOURNAI                | 46  | 30 | 19 | 8  | 3  | 81 | 25 | +56  |
| 2    | R. CS Schaerbeek             | 41  | 30 | 16 | 9  | 5  | 53 | 37 | +16  |
| 3    | K. SC Eendracht Aalst        | 41  | 30 | 20 | 1  | 9  | 85 | 40 | +45  |
| 4    | K. VG Oostende               | 40  | 30 | 17 | 6  | 7  | 70 | 41 | +29  |
| 5    | SK Beveren-Waas              | 35  | 30 | 15 | 5  | 10 | 59 | 53 | +6   |
| 6    | K. SV Oudenaarde             | 32  | 30 | 13 | 6  | 11 | 53 | 43 | +10  |
| 7    | FAC Meulestede               | 30  | 30 | 13 | 4  | 13 | 49 | 57 | -8   |
| 8    | SV Waregem                   | 28  | 30 | 8  | 12 | 10 | 54 | 55 | -1   |
| 9    | K. Geeraardsbergen SK        | 27  | 30 | 8  | 11 | 11 | 50 | 49 | +1   |
| 10   | K. FC Roeselaere             | 25  | 30 | 7  | 11 | 12 | 48 | 64 | -16  |
| 11   | R. CS Saint-Josse            | 25  | 30 | 10 | 5  | 15 | 48 | 68 | -20  |
| 12   | K. Stade Kortrijk            | 23  | 30 | 7  | 9  | 14 | 49 | 79 | -30  |
| 13   | R. Stade Mouscronnois        | 22  | 30 | 5  | 12 | 13 | 44 | 66 | -22  |
| 14   | R. Excelsior AC Sint-Niklaas | 22  | 30 | 7  | 8  | 15 | 37 | 50 | -13  |
| 15   | R. Ixelles SC                | 22  | 30 | 7  | 8  | 15 | 33 | 63 | -30  |
| 16   | K. SC Menen                  | 21  | 30 | 7  | 7  | 16 | 34 | 57 | -23  |

### Promotion C
| Rang | Équipe              | Pts | J  | G  | N  | P  | Bp | Bc | Diff |
| ---- | ------------------- | --- | -- | -- | -- | -- | -- | -- | ---- |
| 1    | K. TUBANTIA FC      | 42  | 30 | 19 | 4  | 7  | 73 | 46 | +27  |
| 2    | K. OLSE Merxem SC   | 38  | 30 | 16 | 6  | 8  | 61 | 35 | +26  |
| 3    | Stade Waremmien FC  | 36  | 30 | 15 | 6  | 9  | 51 | 38 | +13  |
| 4    | Voorwarts Tienen    | 36  | 30 | 15 | 6  | 9  | 53 | 50 | +3   |
| 5    | K. Willebroekse SV  | 35  | 30 | 15 | 5  | 10 | 80 | 52 | +28  |
| 6    | Nielse SV           | 33  | 30 | 15 | 3  | 12 | 62 | 48 | +14  |
| 7    | Racing FC Montegnée | 32  | 30 | 14 | 4  | 12 | 61 | 58 | +3   |
| 8    | R. Union Hutoise FC | 30  | 30 | 12 | 6  | 12 | 50 | 60 | -10  |
| 9    | VV V&V Terhagen     | 29  | 30 | 12 | 5  | 13 | 62 | 54 | +8   |
| 10   | VV Edegem Sport     | 26  | 30 | 8  | 10 | 12 | 39 | 55 | -16  |
| 11   | K. Hoboken SK       | 26  | 30 | 10 | 6  | 14 | 47 | 53 | -6   |
| 12   | K. Aarschot Sport   | 25  | 30 | 8  | 9  | 13 | 55 | 69 | -14  |
| 13   | R. RC Vottem        | 25  | 30 | 9  | 7  | 14 | 58 | 80 | -22  |
| 14   | K. RC Borgerhout    | 24  | 30 | 10 | 4  | 16 | 52 | 59 | -7   |
| 15   | Cappellen FC KM     | 22  | 30 | 8  | 6  | 16 | 49 | 69 | -20  |
| 16   | R. Ans FC           | 21  | 30 | 7  | 7  | 16 | 57 | 84 | -27  |

### Promotion D
| Rang | Équipe                    | Pts | J  | G  | N  | P  | Bp | Bc  | Diff |
| ---- | ------------------------- | --- | -- | -- | -- | -- | -- | --- | ---- |
| 1    | K. PATRIA FC TONGEREN     | 43  | 30 | 17 | 9  | 4  | 79 | 47  | +32  |
| 2    | Winterslag FC             | 41  | 30 | 17 | 7  | 6  | 80 | 32  | +48  |
| 3    | Patro Eisden              | 40  | 30 | 17 | 6  | 7  | 78 | 36  | +42  |
| 4    | K. Mol Sport              | 37  | 30 | 14 | 9  | 7  | 54 | 40  | +14  |
| 5    | R. Herve FC               | 37  | 30 | 14 | 9  | 7  | 58 | 48  | +10  |
| 6    | VV Vosselaar              | 33  | 30 | 13 | 7  | 10 | 51 | 46  | +5   |
| 7    | FC Mélen-Micheroux        | 31  | 30 | 10 | 11 | 9  | 48 | 53  | -5   |
| 8    | R. Excelsior FC Hasselt   | 31  | 30 | 12 | 7  | 11 | 70 | 57  | +13  |
| 9    | R. Fléron FC              | 27  | 30 | 9  | 9  | 12 | 41 | 53  | -12  |
| 10   | FC Verbroedering Arendonk | 27  | 30 | 10 | 7  | 13 | 60 | 71  | -11  |
| 11   | R. FC Wandre-Union        | 25  | 30 | 8  | 9  | 13 | 45 | 54  | -9   |
| 12   | K. VV Vigor Beringen      | 25  | 30 | 9  | 7  | 14 | 65 | 76  | -11  |
| 13   | Lommelse SK               | 25  | 30 | 9  | 7  | 14 | 48 | 64  | -16  |
| 14   | FC Nijlen                 | 21  | 30 | 7  | 7  | 16 | 50 | 72  | -22  |
| 15   | Wezel Sport               | 19  | 30 | 6  | 7  | 17 | 60 | 87  | -27  |
| 16   | AS Eupen                  | 18  | 30 | 6  | 6  | 18 | 51 | 102 | -51  |

## Barrages de promotion
Les quatre équipes classées 5e disputent un barrage afin de désigner les deux clubs qualifiés pour rester dans la nouvelle Division 3.
Malheureusement, on ne dispose pas de sources fiables avec les résultats de ce barrage (matches à élimination directe ou groupe ?).
Le SK Beveren-Waas et le R. Herve FC sont les deux vainqueurs de ce barrage.

## Résumé de la saison
- Champion A: UR Namur (2e titre en D3)
- Champion B: R. RC Tournaisien (2e titre en D3)
- Champion C: K. Tubantia FC (3e titre en D3)
- Champion D: Patria FC Tongeren (2e titre en D3)

- Seizième titre de D3 pour la Province d'Anvers
- Dixième titre de "D3" pour la Province de Hainaut.
- Douzième titre de "D3" pour la Province de Limbourg.
- Quatrième titre de "D3" pour la Province de Namur.

| Région flamande (32)            | Région flamande (32) | Province de Brabant (11)     | Province de Brabant (11) | Région wallonne (21)   | Région wallonne (21) |
| ------------------------------- | -------------------- | ---------------------------- | ------------------------ | ---------------------- | -------------------- |
| Province d'Anvers               | 14                   | Région de Bruxelles-Capitale | 6                        | Province de Hainaut    | 6                    |
| Province de Flandre-Occidentale | 6                    | Province du Brabant flamand  | 4                        | Province de Liège      | 10                   |
| Province de Flandre-Orientale   | 6                    | Province du Brabant wallon   | 1                        | Province de Luxembourg | 2                    |
| Province de Limbourg            | 6                    |                              |                          | Province de Namur      | 3                    |

1. ↑  Au niveau footballistique, la province de Brabant est toujours unitaire malgré sa partition territoriale en 1995.

- Mouscron est en Flandre occidentale jusqu'en 1963.

## Débuts en séries nationales (et donc en Division 3)
Deux clubs font leurs débuts en séries nationales. Ils portent à 227 le nombre de clubs différents ayant pris part à au moins une saison du football national belge depuis 1895-1896.
- VV Vosselaar (47e club de la Province d'Anvers) - 37e Anversois en D3 ;
- AS Eupen (35e club de la Province de Liège) - 33e Liégeois en D3 ;

## Relégations du2eniveau
Quatorze clubs sont relégués depuis le 2e niveau qui porte pour la dernière fois l'appellation de « Division 1 ».
- Relégués Série A: R. Uccle Sport, K. FC Vigor Hamme, R. AEC Mons, K. AV Dendermonde, K. FC Izegem, Rupel SK, R. CS Brugeois.

- Relégués Série B: K. FC Turnhout, K. FC Herentals, FC Helzold, AS Hertalienne SR, K. Tongerse SV Cercle, R. FC Sérésien, Daring Club Leuven.

## Montées vers le2eniveau
Aucun club n'est promu vers le 2e niveau qui prend le nom de « Division 2 ».

## Relégations vers les séries inférieures
46 clubs sont relégués vers les séries inférieures.

### Relégation vers la Promotion
42 clubs sont relégués vers le 4e niveau national instauré à partir de la saison suivante.
| Provinces                       | Clubs relégués en... |                         |
| ------------------------------- | --- | ----------------------- |
| Province d'Anvers               | FC Verbroedering Arendonk, K. RC Borgerhout, Cappellen FC KM, VV Edegem Sport, K. SK Hoboken, Nielse SV, FC Nijlen, VC V&V Terhagen, VV Vosselaar, Wezel Sport, K. Willebroekse SV | ⇒ Promotion (4e niveau) |
| Province de Brabant             | K. Aarschot Sport, R. CS Brainois, R. CS La Forestoise, R. Crossing FC Ganshoren, R. CS Hallois, R. Ixelles SC, R. Léopold CB, R. CS St-Josse                                      | ⇒ Promotion (4e niveau) |
| Province de Flandre-Occidentale | K. Stade Kortrijk, R. Stade Mouscronnois, K. FC Roeselare, SV Waregem | ⇒ Promotion (4e niveau) |
| Province de Flandre-Orientale   | K. SK Geraardsbergen, FAC Meulestede, K. SV Oudenaarde, R. Excelsior AC St-Niklaas                                                                                                 | ⇒ Promotion (4e niveau) |
| Province de Hainaut             | R. LC Hornu, R. SC Wasmes | ⇒ Promotion (4e niveau) |
| Province de Liège               | R. Fléron FC, R. Union Hutoise FC, FC Melen-Micheroux, Racing FC Montegnée, R. RC Vottem, R. FC Union Wandre                                                                       | ⇒ Promotion (4e niveau) |
| Province de Limbourg            | K. VV Vigor Beringen, R. Excelsior FC Hasselt, Lommelse SK | ⇒ Promotion (4e niveau) |
| Province de Luxembourg          | R. Jeunesse Arlonaise, CS Libramontois | ⇒ Promotion (4e niveau) |
| Province de Namur               | R. CS Florennois, Ent. Sp. Jamboise | ⇒ Promotion (4e niveau) |

### Relégation vers la Première Provinciale
4 clubs sont relégués vers le 5e niveau désormais appelé « Première provinciale ».
| Clubs               |   | Provinces                       |
| ------------------- | - | ------------------------------- |
|                     | ⇒ | Province d'Anvers               |
|                     | ⇒ | Province de Brabant             |
| K. SC Menen         | ⇒ | Province de Flandre-Occidentale |
|                     | ⇒ | Province de Flandre-Orientale   |
| R. FC Houdinois     | ⇒ | Province de Hainaut             |
| R. Ans FC, AS Eupen | ⇒ | Province de Liège               |
|                     | ⇒ | Province de Limbourg            |
|                     | ⇒ | Province de Luxembourg          |
|                     | ⇒ | Province de Namur               |

## Montées depuis les séries inférieures
Vingt clubs sont admis en « Promotion » (4e niveau) depuis les séries inférieures en vue de la saison suivante:
| Provinces                       | Montant                                            |
| ------------------------------- | -------------------------------------------------- |
| Province d'Anvers               | FC Germinal Ekeren, K. FC Duffel, K. Boechoutse VV |
| Province de Brabant             | R. SCUP Jette, FC La Rhodienne, R. Vilvorde FC     |
| Province de Flandre-Occidentale | SK Roeselare, FC SV Wevelgem                       |
| Province de Flandre-Orientale   | K. FC Eeklo, K. RC Lokeren                         |
| Province de Hainaut             | R. FC Athois, R. Union Jemappes                    |
| Province de Liège               | SRU Verviers, R. Spa FC                            |
| Province de Limbourg            | FC Esperanza Neerpelt, FC Eendracht Houthalen      |
| Province de Luxembourg          | R. FC JS Athusienne, Entente Bertrigeoise          |
| Province de Namur               | UBS Auvelais, R. Ham FC                            |